# Château de Schwarzbourg
Le château de Schwarzbourg est un château baroque, principalement en ruine, situé dans la commune du même nom, dans le Land de Thuringe, en Allemagne. L'ancienne maison ancestrale des comtes et plus tard des princes de Schwarzburg-Rudolstadt est construite sur une crête de montagne qui fait saillie dans la vallée de la Schwarza depuis le nord-ouest et descend fortement sur trois côtés. À la suite de travaux de démolition à grande échelle entre 1940 et 1942 et des décennies de négligence qui suivent, seuls quelques bâtiments sont dans leur substance, y compris les ruines du bâtiment principal, l'armurerie et le Kaisersaal, qui est ouverte au public. Le château de Schwarzbourg est entièrement rénové pendant de nombreuses années et peut désormais être utilisé pour des événements.

## Histoire
Faute de sources, il n'est pas possible de déterminer exactement quand les premières fortifications sont érigées à l'emplacement du château ultérieur. La première référence tangible au nom "Swartzinburg" se trouve dans un document de l'archevêque Annon II de Cologne, qui date probablement de l'année 1071. Cependant, les chercheurs doutent que ce nom fasse déjà référence à un précurseur du complexe du château médiéval. Un certain Sizzo (de) est cité comme témoin dans un document de l'archevêque de Mayence en 1123 et intitulé "Comte de Schwarzbourg". Cela suggère qu'il devait y avoir aussi un siège fortifié du comte. Ledit comte Sizzo appartenait à la famille noble Schwarzbourg-Käfernburger, l'une des plus anciennes de Thuringe.
La plus ancienne description conservée du complexe du château est un document de 1371. Le Schwarzbourg fut un complexe de bâtiments échelonnés, avec des bâtiments résidentiels et agricoles regroupés autour de trois cours fonctionnellement séparées. En plus des descriptions plus détaillées des fortifications et des défenses, le document fait également référence à une chapelle à l'intérieur du complexe. Avec l'extinction de la ligne Schwarzbourg-Schwarzbourg de la maison comtale en 1450 et le bref transfert de propriété aux électeurs de Saxe de 1448 à 1453, le Schwarzbourg revient aux deux lignes encore existantes Schwarzbourg-Arnstadt-Sondershausen et Schwarzbourg-Leutenberg. Ce n'est plus alors qu'une résidence secondaire et le château fut régulièrement utilisé par les deux lignes sur un pied d'égalité jusqu'au XVIe siècle.
La conversion du château médiéval en un complexe de palais moderne commence au milieu du XVIe siècle avec la construction de deux bâtiments résidentiels majestueux utilisant le tissu de construction existant. Entre autres choses, l'aile de montagne dite populaire est construite sur le côté est de la crête vers 1548 et l'aile Schwarzburg-Arnstadt-Sondershausen (plus tard le bâtiment principal) sur le côté ouest vers 1559.
En 1584, le Schwarzbourg est finalement complètement aux mains de la maison de Schwarzbourg-Rudolstadt sous le comte Albert VII, qui continue à résider dans le château de Heidecksburg.
Sous le comte Albert-Antoine, l'expansion du complexe en forme de forteresse commence en 1664 afin de pouvoir contrer une invasion redoutée par les troupes ottomanes, qui à l'époque menaçaient les frontières du Saint Empire romain germanique. À la suite de ces travaux, un bastion est construit devant le bâtiment de la porte du côté nord du complexe, dont le plan au sol est encore visible aujourd'hui. Des fortifications supplémentaires sont également construites autour de la partie sud de la crête, qui était restée sous-développée jusque-là. Plus tard, d'autres bâtiments sont construits, dont le bâtiment de la Kaisersaal, mais aussi un jardin. En 1695, un incendie endommage de grandes parties du château et détruit les bâtiments du côté est de la Schwarzbourg. Les plans de construction d'une église castrale peuvent désormais être mis en œuvre. Celui-ci devait être accolé au bâtiment principal en retour d'équerre et le relier à l'aile du Leutenberg.
Avec l'élévation des comtes de Schwarzbourg-Rudolstadt au rang de princes impériaux en 1710 sous Louis-Frédéric Ier, le château de Schwarzbourg, qui avait été plutôt négligé jusque-là, reçoit une énorme mise à niveau en tant que siège ancestral de la maison princière, et la transformation en un siège latéral représentatif et majestueux commence. En 1744, par exemple, l'église castrale avec la sépulture héréditaire des princes, le bâtiment de la Kaisersaal avec le parc attenant et un portail d'entrée triomphal devant la guérite sont construits. Le bâtiment principal est repensé dans le style baroque et doté d'un portique élaboré qui domine encore aujourd'hui la façade est. Un deuxième incendie en 1726 endommage à nouveau l'église, le bâtiment principal et l'aile du Leutenberg.
Dans les décennies qui suivent, les seigneurs du château ne font guère d'investissements significatifs dans l'ensemble de plus en plus délaissé, qui sert principalement de pavillon de chasse. Ce n'est que lorsque le prince Albert arrive au pouvoir en 1867 et sous ses successeurs Georges et Gonthier-Victor que d'importants travaux de réparation et de conversion commencent. Entre autres, le mobilier baroque des immeubles résidentiels est abandonné au profit d'un aspect historiciste conforme au goût de l'époque, la Kaisersaal est redessinée et les façades renouvelées. Avec l'abdication du dernier prince régnant, Gonthier-Victor de Schwarzbourg-Rudolstadt et Schwarzbourg-Sondershausen, le 25 novembre 1918, le château devient propriété du Land de Thuringe. Cependant, l'ancienne famille princière reçoit le droit de vivre dans le Schwarzbourg.
Le 11 août 1919, le président du Reich Friedrich Ebert signe la Constitution de Weimar à Schwarzbourg.
Après la mort du prince Gonthier-Victor en 1925, sa veuve Anna-Louise continue à vivre au château de Schwarzbourg. Ce droit de séjour n'est pas restreint lorsque les nazis prennent le pouvoir en 1933. Après la capture du roi belge Léopold III par des soldats allemands en 1940, cependant, il est interné au château de Schwarzbourg. Peu de temps après, cependant, le complexe est transformé en une "maison d'hôtes du Reich". Anna-Louise doit quitter le château en quelques jours en échange d'une compensation financière.
Une refonte complète de l'ensemble du complexe est planifiée sous la direction de l'architecte Hermann Giesler. La plupart des bâtiments sont démolis à cet effet, et de nouveaux bâtiments doivent être construits à leur place. Seuls le bâtiment principal complètement éventré, le clocher de l'église, le bâtiment de la Kaisersaal et l'armurerie restent. Le retrait constant des travailleurs dans le contexte de la Seconde Guerre mondiale ralentit sensiblement les travaux de construction. Même la classification du projet comme une "mesure d'importance urgente pour l'effort de guerre" ne peuvent rien changer à cela. Finalement, le 17 avril 1942, sur ordre du ministre du Reich Albert Speer, la construction est temporairement arrêtée, probablement aussi en raison des coûts énormes. Après les dernières mesures de sécurité, les bâtiments restent dans leur état de ruine.
Les premiers plans pour une reconstruction du château sont faits en 1952. Ceux-ci sont basés tantôt plus, tantôt moins sur l'aspect original du siège de la famille Schwarzbourg. Il y a aussi différentes idées sur l'utilisation ultérieure. Elles vont d'une maison de convalescence pour les membres du syndicat à un hôtel avec un restaurant et un centre culturel à un spa pour la direction du parti SED dans les années 1970. Aucun de ces projets ne dépasse la phase de planification en raison d'un manque de fonds. Le soir du Nouvel An 1980, un autre incendie, déclenché par une fusée pyrotechnique, détruit la coupole baroque encore conservée du clocher de l'église du château.
À la suite du changement politique de 1989-1990, de nouvelles idées pour l'utilisation future de la zone du palais émergent. Compte tenu de la situation touristique attrayante de la vallée de la Schwarza, diverses propositions d'investisseurs privés sont de nouveau présentées pour des hôtels ou une clinique de santé. En 1994, les droits de propriété du château de Schwarzbourg sont transférés à la Fondation des châteaux et jardins de Thuringe (de). Elle effectue d'abord des travaux d'entretien urgents sur le bâtiment principal.
Les derniers concepts d'utilisation de l'ensemble de l'installation datent de 2001. Ces projets privilégient également une utilisation en tant que centre de loisirs ou événementiel ou encore en tant que musée. La structure existante du bâtiment doit être rénovée et complétée par de nouveaux bâtiments, certains dans un style moderne. Mais comme tous les plans précédents, ceux-ci échouent en raison d'un manque de fonds.
En 2007, les travaux de rénovation commencent sur la construction de l'ancienne armurerie à l'extrémité nord du complexe avec un financement de démarrage du "Förderverein Schloss Schwarzburg e.V." Ce bâtiment est le seul arsenal autoportant subsistant en Allemagne dont le mobilier d'origine peut en grande partie être reconstitué. L'objectif est le retour et l'exposition de la collection d'armes des princes de Schwarzbourg, qui se trouvait initialement encore au château de Heidecksburg à Rudolstadt. La rénovation de l'armurerie est terminée et la collection d'armes y est à nouveau exposée depuis mai 2018. Depuis 2011, le bâtiment principal du palais, qui fut gravement endommagé entre 1940 et 1942 et encore détérioré au cours des décennies suivantes, est largement sécurisé grâce à un financement fédéral. Entre autres choses, le toit et l'avant-corps central sont rénovés, tout comme les parties structurellement importantes de la construction du bâtiment.

## Architecture

### L'arsenal
La première mention d'une armurerie sur le Schwarzbourg se trouve en relation avec un inventaire d'armes qui peut être daté dans les années 1950. Le développement des armes à feu lourdes depuis le XVe siècle signifie que les armureries utilisées auparavant sont trop petites. C'est ainsi que sont construits à cette époque les premiers arsenaux pour le stockage et le soin des armes, y compris tous les accessoires. L'arsenal du Schwarzbourg est épargné par les incendies de 1695 et 1726 et se développe au début du XVIIIe siècle en dépôt central d'armes de la Principauté de Schwarzbourg-Rudolstadt. Après l'élévation des comtes au rang de prince impérial en 1710, la collection d'armes prend une nouvelle signification représentative. Le bâtiment lui-même reçoit deux tourelles latérales, chacune couronnée d'un dôme, comme éléments décoratifs.
Avec la décision de remodeler le complexe du palais en 1940, la collection d'armes dans l'armurerie prend fin. Les stocks sont sous-traités et doivent en partie servir de décoration une fois les travaux terminés. Le bâtiment de l'armurerie lui-même est destiné à devenir un futur garage. Environ 3 500 des 4 000 objets de la collection s'y trouvent encore aujourd'hui. Les 500 autres ont disparu depuis la fin de la Seconde Guerre mondiale. Depuis 1962, une exposition distincte au château de Heidecksburg présente environ 300 pièces de la collection de l'armurerie.
La collection d'armes de l'armurerie de Schwarzbourg comprend des armes de poing, dont certaines sont richement décorées, telles que des fusils, des pistolets et des arbalètes, des armes blanches et d'estoc, divers types d'armures, des drapeaux, de l'artillerie et des armes de cérémonie du XVe siècle au XIXe siècle. En préparation du retour prévu de la collection à Schwarzbourg, un vaste programme de restauration est en cours depuis 2008 avec le soutien de la Kulturstiftung des Bundes (de) et de la Kulturstiftung der Länder (de). Depuis mai 2018, la collection d'armes est à nouveau exposée à son emplacement d'origine.

### La Kaisersaal
Après la destruction d'un bâtiment précédent dans un incendie en 1695, une maison d'été est construite au même endroit à quelques mètres au sud du bâtiment principal. Celui-ci est repensé entre 1713 et 1719 pour devenir le bâtiment actuel de la Kaisersaal avec un bâtiment central cubique et une extension ouest et est. En plus de la conversion baroque générale du complexe du palais après 1710, la Kaisersaal est destinée à contribuer de manière significative à la revalorisation du Schwarzbourg en tant que maison ancestrale princière. Cependant, dès 1776, l'extension ouest doit à nouveau être supprimée en raison d'importants défauts de construction.
La Kaisersaal contenait à l'origine 48 représentations grandeur nature de rois et d'empereurs allemands du Moyen Âge, ainsi que 100 médaillons plus petits représentant des empereurs romains, byzantins et allemands depuis César. Le bâtiment constituait le centre du culte des ancêtres des Schwarzbourg, d'autant plus que la maison princière est placée sur un pied d'égalité avec d'autres grands souverains depuis la Rome antique grâce à la représentation de Gunther, qui fut roi des Romains pendant quelques mois en 1349. Ces 148 portraits n'existent plus tous aujourd'hui. Ils furent en partie détruits par des mesures de transformation en 1870-1871 et en partie à cause des travaux de 1940.
D'importants travaux de réparation sont effectués sur l'ensemble du bâtiment de la Kaisersaal de 1956 à 1971, et la peinture originale est restaurée dans la mesure du possible. Depuis 1971, le bâtiment est ouvert au public en tant que filiale du musées d'État de Heidecksburg, aujourd'hui le musée du Land de Thuringe de Heidecksburg, et depuis 2003, il abrite une exposition sur l'histoire du château de Schwarzbourg.

### Faisanderie
L'ouvrage extérieur du Sonnewalde appartenant au château fut transformé en faisanderie en 1715. Au début, il n'y avait qu'une seule maison d'habitation pour le faisan, mais elle continue à être agrandie dans les années qui suivent. Vers 1820, l'élevage de faisans est interrompu et le complexe est transformé en un pavillon de chasse à trois étages, peu décoré, avec deux ailes latérales courtes. L'appartement du prince était à l'étage supérieur et un forestier vivait au rez-de-chaussée. Un petit parc fut créé à l'emplacement des anciennes volières de faisans. En 1840, un bar est installé pour la première fois dans la faisanderie, et à partir de 1928, il est utilisé comme restaurant.

## Source de traduction
1. ↑  Johann Günther Friedrich Cannabich, Neueste Kunde von Baden, Nassau, Hohenzollern, Lippe, Waldeck, Anhalt, der Schwarzbergischen und Reußischen Länder, 1827, 682 p. (lire en ligne), p. 489
2. ↑  Philippe Gain, « Princes et nobles d'Allemagne des années 1920 à l'effondrement du IIIe reich », Guerres mondiales et conflits contemporains, vol. 204, no 4,‎ 2001, p. 15-39 (lire en ligne)
3. 1 2  (de) « Denkort Schloss Schwarzburg: Millionenaufwand », sur Die Zeit, 2021 (consulté le 16 août 2023)
4. ↑  Volker Koop, In Hitlers Hand : Die Sonder- und Ehrenhäftlinge der SS, Böhlau, 2010, 295 p. (ISBN 9783412205805, lire en ligne), p. 35

- (de) Cet article est partiellement ou en totalité issu de l’article de Wikipédia en allemand intitulé « Schloss Schwarzburg » (voir la liste des auteurs).